# Condado de Cameron (Pensilvania)
El condado de Cameron (en inglés: Cameron County) fundado en 1800 es uno de los 67 condados en el estado estadounidense de Pensilvania. En el 2010 el condado tenía una población de 5.085 habitantes en una densidad poblacional de 6 personas por km². La sede de condado es Emporium.

## Geografía
Según la Oficina del Censo, el condado tiene un área total de 1033 km² (398,8 mi²), de la cual 1028 km² (396,9 mi²) es tierra y 3 km² (1,2 mi²) (0.36%) es agua.

### Condados adyacentes
- Condado de McKean (norte)
- Condado de Potter (noreste)
- Condado de Clinton (este)
- Condado de Clearfield (sur)
- Condado de Elk (oeste)

## Demografía
Según el censo de 2000, habían 5,974 personas, 2,465 hogares y 1,624 familias residiendo en la localidad. La densidad de población era de 4 hab./km². Había 4,592 viviendas con una densidad media de 40 viviendas/km². El 98.83% de los habitantes eran blancos, el 0.35% afroamericanos, el 0.13% amerindios, el 0.12% asiáticos, el 0.05% isleños del Pacífico, el 0.05% de otras razas y el 0.47% pertenecía a dos o más razas. El 0.57% de la población eran hispanos o latinos de cualquier raza.
Los ingresos medios por hogar en la localidad eran de $0 y los ingresos medios por familia eran $0. Los hombres tenían unos ingresos medios de $0 frente a los $0 para las mujeres. La renta per cápita para el condado era de $0. Alrededor del 0% de la población estaban por debajo del umbral de pobreza.

## Localidades

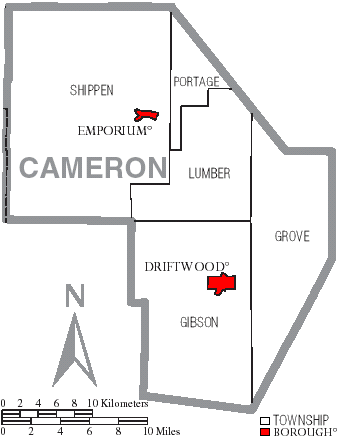
Localidades en el condado de Cameron

### Boroughs
Driftwood |
Emporium 

### Municipios
Gibson |
Grove |
Lumber |
Portage |
Shippen 

### Lugares designados por el censo
Claysburg |
Tipton 

### Áreas no incorporadas
Mix Run 